# FMA I.Ae. 36
Die FMA I.A. 36 Condor II war ein geplantes Strahlverkehrsflugzeug der Fábrica Militar de Aviones, die Studien dieses Projektes begannen Ende 1951 unter Leitung von Kurt Tank in Argentinien. Als Antrieb waren 5 Rolls-Royce Nene-Strahltriebwerke vorgesehen, die in sternförmiger Anordnung, in einem Mantel zusammengefasst, im Heck eingebaut werden sollten. Die Tragflächen sollten mit einer Spannweite von 34 m, hoher Streckung und starker Pfeilung hohe Geschwindigkeiten bis zu 950 km/h und eine geschätzte Reichweite von rund 5.000 km ermöglichen. Verschiedene Sitzanordnungen für 34 bis 40 Passagiere wurden untersucht.
Es wurden mehrere Windkanalmodelle im Maßstab 1:34 gebaut, die sich hauptsächlich in der Anordnung des Höhenleitwerks unterschieden. Ebenfalls wurde ein Holzrumpf (Mock-up) im Maßstab 1:1 gefertigt. Die genauen Gründe, warum und wann genau dieses Projekt aufgegeben wurde, sind nicht bekannt.